# Меморијални комплекс Таковски грм
Меморијални комплекс Таковски грм обухвата грађевине, споменике и природу везане за подизање Другог српског устанка. Налази се у Такову у општини Горњи Милановац и под заштитом је Завода за заштиту споменика културе као знаменито место и непокретно културно добро од изузетног значаја.
Поуздано се зна да је на овом простору била густа храстова шума, а као сећање на њу остало је неколико моћних храстова, сада под заштитом државе. У тадашњем забрану, на Цвети 1815. године, под највећим храстом, донета је коначна одлука о подизању Другог устанка.
Читав комплекс је осмишљен на тај начин да су сачувани оригиналан изглед и вредност овог предела. При његовом уређивању искоришћени су искључиво најнеопходнији савременији елементи. Улаз из села у комплекс је у виду капије са елементима народног градитељства. Такође, на самом улазу налази се продавница сувенира „Таковски крст”.

## Музеј Другог српског устанка
У витринама Музеја су изложени крст на коме су се заклели устанички прваци, одежда кнеза Милоша Обреновића и део „Таковског грма“. Такође, у оквиру музејске поставке, изложено је и познато дело сликара Паје Јовановића „Таковски устанак“.

## Црква-брвнара у Такову
Сама црква налази се на узвишењу у непосредној околини спомен-школе и музејске поставке о Другом српском устанку.
Након празничне литургије у цркви-брвнари у Такову окупљени народни вођи изабрали су за свог заповедника рудничког кнеза Милоша, потоњег наследног кнеза Србије и оснивача династије Обреновић.
Знаменити камен, приказан на композицији Паје Јовановића „Таковски устанак“ као место са ког кнез Милош развија барјак устанка, налази се уз сам јужни зид таковске цркве .

## Таковски грмови
Под Таковским грмом подигнут је 1887. године споменик Милошу Обреновићу. По скици инжењера Манока, вајар Миjаило Чебинац из Краљева израдио је четворострани обелиск од црвеног полираног мермера, постављен на шестоугаоно подножје и ограђен са шест стубова повезаних ланцима. 
На споменику до којег води камена стаза налазе се стихови Љубомира Ненадовића:
Овај грм ће време да осуши
И камени стуб ће да поруши
Ал Србија вечито стајаће
И МИЛОША име спомињаће
Остаци овог првог грма се чувају у Музеју Другог српског устанка у Такову и у цркви свете Тројице у Горњем Милановцу.
Недалеко од овог споменика налази се и храст који је кнез Михаило, приликом посете Такову 1867. године, освештао за „наследника“. Истовремено, откупио је околни простор који се од тада назива „кнежеве ливаде“. Храст наследник листао је све до 1992. године. Данас, то дрво данас делује као природна скулптура. У близини њега налазе се два стогодишња храста и неколико млађих стабала.
Поред тога, засађен је „млади грм“ и поред њега постављена спомен-плоча, са натписом:
Ту је нова Србија створена
У народу храстових корена.
Све љубећи слободу и част
Поново смо посадили храст.
Да и даље широм наших страна
Над Србијом слобода се грана,
Да сачува заветни нам глас
„Ево мене, а ето и вас.“

23.04.1995. године

Народ општине

Г. Милановац

М. Витезовић

Захвално потомство

## СпоменикТаковски устанак
Западно од споменика Милошу Обреновићу, на благој падини, налази се друго спомен-обележје, дело Петра Убавкића, Таковски устанак. Спомен скупина је рад једног од првих вајара обновљене Србије. На монументалној фигуралној композицији су представљени Милош Обреновић и Мелентије Павловић. Приказује тренутак устаничке заклетве пред таковским протом који у руци држи дрвени крст док кнез Милош развија устанички барјак. 
На обележју је написано:
„Ево мене, а ето вам рата с Турцима”
Милош, на Цвети, у Такову 1815.
Споменик је рађен за Светску изложбу у Паризу 1900. године, али тамо није био изложен, већ је остао у уметниковом атељеу. Скулптура је тек након Другог светског рата исечена на комаде и пребачена у депо Народног музеја у Београду. Први пут је јавно изложен 1982. године на ретроспективној изложби на београдском сајмишту. Одатле је пребачен на ливење а у Таково је доспео 11. априла 1990. године поводом прославе 175 година од подизања Другог српског устанка. Испод споменика се налази амфитеатар који редовно служи као отворена позорница за обележавање историјских датума.
Копија овог Убавкићевог дела постављена је на платоу који се налази између здања Владе Републике Србије и Министарства финансија у београдској Улици кнеза Милоша.